# War of the Worlds (Bad Astronaut e Armchair Martian)
War of The Worlds è un album in studio split dei gruppi musicali statunitensi Bad Astronaut e Armchair Martian, pubblicato nel 2001.

## Descrizione
L'album è stato registrato in 4 giorni dagli 8 componenti delle band, usando gli stessi amplificatori e batteria, e comprende tre tracce di ognuna delle band, arrangiate e suonate dall'altra band e una traccia dove i membri collaborano: si tratta di 17 Years, pezzo del bassista degli Armchair Martian Zack Boddicker, registrato con la sua vecchia band, i Reminders. Cape partecipa attivamente ai cori dei brani suonati dagli Armchair Martian, specialmente sul bridge di Not a Dull Moment e Grey Suits. Jessica's Suicide invece è cantata in coppia da Joey Cape e Jon Snodgrass. Una particolarità dei brani è che due dei brani eseguiti dagli Armchair non erano ancora stati pubblicati dai Bad Astronaut, ma verranno pubblicati solo l'anno seguente nell'album Houston: We Have a Drinking Problem. Esiste anche una versione demo del brano Jessica's Suicide, con un'introduzione molto simile alla versione originale.

## Tracce
1. Armchair Martian - Not A Dull Moment
2. Bad Astronaut - Crestfallen
3. Armchair Martian - Grey Suits
4. Bad Astronaut - Statler2000
5. Armchair Martian - You Deserve This
6. Bad Astronaut - Jessica's Suicide
7. Armchair Martian & Bad Astronaut - 17 Years

## Formazione

### Bad Astronaut
- Joey Cape - voce
- Marko72 - basso
- Derrick Plourde - batteria
- Angus Cooke - violoncello e chitarra
- Todd Capps - tastiere e voce

### Armchair Martian
- Jon Snodgrass - voce e chitarra
- Zack Boddicker - basso
- Paul Rucker - batteria

### Formazione in17 Years
- Joey Cape - voce e chitarra
- Jon Snodgrass - voce e chitarra
- Marko72 - basso
- Paul Rucker - batteria